# Listă de contacte cu OZN-uri
Acest articol este o listă de contacte cu OZN-uri, inclusiv cazurile de rapoarte de întâlniri cu extratereștrii cum ar fi răpirea. Unele cazuri sunt foarte cunoscute publicului larg și au devenit parte a folclorului, în timp ce alte cazuri sunt mai obscure și sunt cunoscute numai de ufologi și de entuziaștii genului.

## Înainte de anii 1900
| Data              | Nume                          | Oraș                         | Țara          | Descriere | Tipul întâlnirii | Surse             |
| ----------------- | ----------------------------- | ---------------------------- | ------------- | --- | ---------------- | ----------------- |
| 12 august 1886    | Observațiile lui José Bonilla | Observatorul de la Zacatecas | Mexic         | În timp ce observa petele solare, José Bonilla, director al Observatorului Zacatecas a văzut cel puțin 283 de obiecte ce treceau prin dreptul discului solar. Bonilla nu a fost capabil să le numere deoarece au apărut simultan foarte multe. Cu toate acestea a făcut câteva fotografii care încă există și despre care se spune că sunt cele mai vechi fotografii cu OZN-uri din lume. | 0                | [ 1 ]             |
| 24 octombrie 1886 | Incidentul de la Maracaibo    | Maracaibo                    | Venezuela     | Într-o scrisoare, care a fost tipărită de revista Scientific American în chestiunea de pe 18 decembrie 1886, la pagina 389, consulul Statelor Unite ale Americii din Venezuela în Maracaibo, a raportat că un obiect luminos, împreună cu un zgomot de fond, a apărut în timpul nopții ploioase si tumultuose lângă o colibă din apropierea localității Maracaibo. Oamenii din colibă au prezentat apoi simptome de boală, care s-ar putea interpreta astăzi ca fiind simptome produse de radiații. Copacii din jurul colibei s-au uscat după nouă zile. | 2                | [ 2 ] [ 3 ] [ 4 ] |
| 19 aprilie 1897   | Incidentul OZN de la Aurora   | Aurora, Texas                | Statele Unite | O presupusă prăbușire a unui OZN urmată de îngroparea pilotului, pretins a fi un extraterestru, în cimitirul local. | 3                | [ 5 ] [ 6 ]       |

## Anii 1900 - 1950
| Data                                          | Nume                                                               | Oraș                       | Țara                                            | Descriere | Tipul întâlnirii | Surse                |
| --------------------------------------------- | ------------------------------------------------------------------ | -------------------------- | ----------------------------------------------- | --- | ---------------- | -------------------- |
| 30 iunie 1908                                 | Fenomenul Tunguska                                                 | Râul Podkamennaya, Tungusk | Imperiul Rus                                    | O explozie masivă, cel mai probabil de la impactul pământului cu o cometă sau cu un meteorit, dar, de asemenea, teoreticienii conspirației OZN cred că a fost o explozie datorată prăbușirii unui OZN.                                                                   | 2                | [ 9 ] [ 10 ]         |
| 13 august, 13 septembrie și 13 octombrie 1917 | Miracolul de la Fátima                                             | Fátima                     | Portugalia                                      | Mii de oameni au văzut ceva ce au crezut că a fost apusul soarelui. Acest lucru a fost reinterpretat mai târziu de către Jacques Vallee, Joaquim Fernandes și Fina d'Armada ca fiind un posibil OZN, care nu a fost inițial recunoscut din cauza diferențelor culturale. | 1                | [ 11 ] [ 12 ] [ 13 ] |
| 1926                                          | Observațiile lui Nicholas Roerich în Himalaya                      |                            | Necunoscut, posiblil în Nepal (munții Himalaya) | Jurnalul de călătorie al lui Nicholas Roerich menționează că el și tovarășii săi au întâlnit un disc argintiu metalizat care plutea deasupra munților Himalaya. Ei au observat o perioadă discul prin binoclu până când acesta a dispărut dincolo de vârfurile munților. | 1                | [ 14 ]               |
| Anii 1940                                     | Foo fighter                                                        |                            |                                                 | Mici sfere metalice și bile colorate de lumină observate în mod repetat și ocazional fotografiate de către echipajele militare aeriene din întreaga lume în timpul celui de-al Doilea Război Mondial.                                                                    | 1                | [ 15 ] [ 16 ]        |
| 1942                                          | Incidentul de la Hopeh                                             | Hopeh                      | China                                           | Un OZN a fost reperat și fotografiat. | 1                | [ 17 ]               |
| 24 februarie 1942                             | Bătălia pentru Los Angeles                                         | Los Angeles, California    | SUA                                             | Obiecte aeriene neidentificate au declanșat o ripostă cu mii de tiruri de rachete antiaeriene în cer. S-a ridicat starea de alertă la cea de timp de război. | 1                | [ 18 ] [ 19 ]        |
| 1946                                          | Rachetele fantomă                                                  |                            | Scandinavia                                     | Obiecte au fost observate în mod repetat deasupra Scandinaviei; Personalul din Forțele de Apărare Suedeze și-a exprimat îngrijorarea. | 1                | [ 20 ]               |
| 18 mai 1946                                   | Memorialul OZN de la Ängelholm                                     | Municipalitatea Ängelholm  | Suedia                                          | Gösta Karlsson a raportat că a observat aterizarea unui OZN și ființe extraterestre. O farfurie zburătoare s-a ridicat de la locul observației. | 3                | [ 21 ]               |
| 21 iunie 1947                                 | Incidentul din Insula Maury                                        | Washington                 | Statele Unite                                   | Harold A. Dahl a raportat un incident în urma căruia câinele său a fost ucis, iar fiul său a fost rănit de OZN-uri. Un martor a fost amenințat de Bărbați în Negru. | 2                | [ 22 ]               |
| 24 iunie 1947                                 | Pilotul Kenneth Arnold observă formații de obiecte neidentificate. | Washington                 | Statele Unite                                   | Această observație de OZN-uri au dus la folosirea frecventă a denumirii de farfurie zburătoare. | 2                | [ 23 ]               |
| 8 iulie 1947                                  | Incidentul OZN de la Roswell                                       | Roswell, New Mexico        | Statele Unite                                   | Aviația Statelor Unite a capturat un obiect considerat a fi o farfurie zburătoare. | 3                | [ 24 ]               |
| 1948                                          | Mingii de Foc Verde                                                |                            | Statele Unite                                   | S-au raportat mai multe obiecte deasupra bazelor militare ale Statelor Unite. A urmat o investigație oficială. | 1                | [ 25 ]               |
| 7 ianuarie 1948                               | Incidentul OZN de la Mantell                                       | Kentucky                   | Statele Unite                                   | Forțele aeriene americane au trimis un pilot de vânătoare pentru a investiga apariția unui OZN deasupra Fort Knox, Kentucky; pilotul a fost ucis în timp ce urmărea obiectul neidentificat.                                                                              | 2                | [ 26 ]               |
| 1 octombrie 1948                              | Gorman Dogfight                                                    | North Dakota               | Statele Unite                                   | Un pilot al forțelor aeriene americane a observat și urmărit un OZN timp de 27 minute deasupra localității Fargo, Dakota de Nord. | 1                | [ 27 ] [ 28 ]        |

## Anii 1950 - 1960
| Data               | Nume                                          | Oraș                     | Țara              | Descriere | Tipul întâlnirii | Surse                |
| ------------------ | --------------------------------------------- | ------------------------ | ----------------- | --- | ---------------- | -------------------- |
| 1950               | Incidentul OZN de la Mariana                  | Great Falls, Montana     | SUA               | Managerul echipei de baseball din Great Falls, Montana a realizat un film color cu două OZN-uri care survolează localitatea Great Falls. Filmul a fost larg analizat de către US Air Force și anchetatori independenți. | 1                | [ 29 ]               |
| 25 august 1951     | Luminile de la Lubbock, Texas                 | Lubbock, Texas           | SUA               | Luminile au fost observate în mod repetat, zburând deasupra orașului. Ele au fost observate de către profesorii de știință de la Texas Tech University și fotografiați de către un student de la această universitate. | 1                | [ 30 ]               |
| 13 iulie 1952      | Incidentul OZN de la Washington D.C. din 1952 | Washington, D.C.         | SUA               | O serie de observații în iulie 1952 însoțite de contact vizual și pe radar la trei aeroporturi distincte din zona Washington. Observațiile au apărut pe prima pagină a ziarelor în întreaga țară, și în cele din urmă au dus la formarea unei comisii (Robertson Panel) de către CIA.                                                               | 1                | [ 31 ]               |
| 24 iulie 1951      | Incidentul OZN de la Carson Sink              | Nevada                   | SUA               | Doi piloți au văzut trei aeronave neobișnuite, zburând în formație V peste Carson Sink, Nevada | 1                | [ 32 ]               |
| 12 septembrie 1952 | Monstrul de la Flatwoods                      | Flatwoods, West Virginia | SUA               | Șase băieți din zonă și o localnică au raport că au văzut aterizarea unui OZN și o creatură cu aspect bizar lângă locul de aterizare. | 3                | [ 33 ] [ 34 ] [ 35 ] |
| Iunie 1953         | Otis AFB                                      | Falmouth, Massachusetts  | SUA               | Un bărbat susține că un operator radar și un pilot de la forțele aeriene americane s-au prăbușit peste Otis Air Force Base, din cauza defectării motorului, în timp ce urmăreau un OZN. Avionul și operatorul n-au mai fost văzuți niciodată. | 1                | [ 36 ]               |
| 12 august 1953     | Cazul Ellsworth                               | Bismarck, North Dakota   | SUA               | Un OZN a apărut ca o lumină strălucitoare de culoare roșie. Obiectul a fost zărit de patruzeci și cinci de oameni. Observația a avut loc în jurul orei 2 noaptea. | 1                | [ 37 ]               |
| 23 noiembrie 1953  | Felix Moncla                                  | Lake Superior            | SUA și Canada     | Un pilot militar american dispare în timp ce urmărea un OZN. | 1                | [ 38 ]               |
| 21 august 1955     | Întâlnirea de la Kelly-Hopkinsville           | Kentucky                 | SUA               | Un grup de ciudate creaturi, ca un fel de goblini, ar fi atacat o familie, în timp ce oamenii trăgeau în ei cu arme de foc. | 3                | [ 39 ]               |
| 1957               | Antonio Villas Boas                           | São Francisco de Sales   | Brazilia          | Antonio Villas Boas pretinde că a fost răpit și examinat de către extratereștrii. El a afirmat de asemenea că a avut relatii sexuale cu o femeie extraterestră în timpul ce se afla la bordul unui OZN. | 4                | [ 40 ]               |
| 20 mai 1957        | Întâlnirea lui Milton Torres cu OZN-uri, 1957 | Estul Angliei            | Regatul Unit      | Pilotul de vânătoare american Milton Torres a raportat că el a dat comanda să fie intereceptat UN OZN și să deschidă focul asupra lui. Oniectul necunoscut urma un model foarte neobișnuit de zbor deasupra estului Angliei. Operatorii radar de la sol au urmărit obiectul o vreme înainte ca Torres să intervină cu planul său de a-l intercepta. | 1                | [ 41 ]               |
| 1 noiembrie 1957   | Cazul OZN de la Levelland, Texas              | Levelland, Texas         | SUA               | Numeroși automobiliști au relatat că au văzut un obiect luminos ciudat, în formă de ou, care a provocat oprirea motoarelor autovehiculelor. În momentul în care obiectul a zburat mai departe, mașinile au început să funcționeze iar în mod normal.                                                                                                | 2                | [ 42 ]               |
| 1959               | Incidentul din trecătoarea Dyatlov            | RSFS Rusă                | Uniunea Sovietică | Despre o suită de decese misterioase de schiori cu experiență din Munții Ural se crede că au fost cauzate de sfere portocalii neidentificate și de o forță necunoscută și copleșitoare. | 2                | [ 43 ]               |
| 1959               | Incidentul din Arhipelagul Alor               | Arhipelagul Alor         | Indonezia         | Acest incident a avut loc în iulie 1959, în zona Insulelor Alor . | 3                | [ 44 ]               |

## Anii 1960 - 1970
| Data               | Nume                                                        | Oraș                                                                    | Țara          | Descriere | Tipul întâlnirii | Surse                |
| ------------------ | ----------------------------------------------------------- | ----------------------------------------------------------------------- | ------------- | --- | ---------------- | -------------------- |
| 19 septembrie 1961 | Cazul Betty și Barney Hill                                  | New Hampshire                                                           | SUA           | O experiență larg mediatizată de răpire extraterestră. | 4                | [ 45 ]               |
| 24 aprilie 1964    | Lonnie Zamora                                               | Socorro, New Mexico                                                     | SUA           | Zamora, un ofițer de poliție, a raportat o întâlnire cu un OZN. | 3                | [ 46 ]               |
| 1965               | Incidentul OZN de la Exeter                                 | Exeter, New Hampshire                                                   | SUA           | Un OZN a fost observat de către un adolescent și doi ofițeri de poliție. | 1                | [ 47 ]               |
| 1965               | Proiectul Serpo                                             |                                                                         | SUA           | Un program secret de schimburi raportat între guvernul nord-american și o rasă extraterestră de pe Planeta Serpo. | 5                | [ 48 ]               |
| 1 decembrie 1965   | Observatorul Adhara, trecerea unor OZN-uri în dreptul Lunii | San Miguel                                                              | Argentina     | La 8. 30 pm Observatorul Adhara a primit mai multe apeluri de la persoane care au văzut ceva neobișnuit care se întâmplă pe Lună. Personalul observatorului a făcut fotografii ale lunii la intervale fixe, care au arătat obiecte în formă de disc în partea vizibilă a Lunii. La câteva minute după ce au fost făcute aceste fotografii, trei obiecte ciudate luminoasă au zburat deasupra localității La Plata. | 0                | [ 49 ]               |
| 9 decembrie 1965   | Incidentul OZN de la Kecksburg                              | Kecksburg, Pennsylvania                                                 | SUA           | O mulțime de oameni urmăresc prăbușirea unui OZN-uri, urmat de împrejmuirea locului unde s-a produs accidentul. | 1                | [ 50 ]               |
| 1966               | Incidentul OZN de la Westall                                | Melbourne                                                               | Australia     | elevii și un profesor de la Westall High School au raportat că au văzut un obiect zburător, descris ca o ambarcațiune în formă de farfurie gri |                  | [ 51 ]               |
| 1966               | Profețiile Omului Molie                                     | Point Pleasant, West Virginia                                           | SUA           | O mulțime de observații ale unui umanoid înaripat este raportat a fi conectat la alte evenimente misterioase, inclusiv observarea unor OZN-uri. | 1                | [ 52 ]               |
| 11 ianuarie 1966   | OZN-ul de la Rezervorul din Wanaque, New Jersey             | Rezervorul din Wanaque (engleză Wanaque Reservoir), Wanaque, New Jersey | SUA           | Un OZN ca o lumină strălucitoare a fost văzut în apropiere de Rezervorul din Wanaque, provocând blocaje de trafic și supraîncărcând rețelele de comunicații ale poliției. OZN-ul își schimba culoarea continuu, albul fiind culoarea cea mai frecventă; a proiectat un fascicul de lumină în jos spre gheața din apropierea barajului, a rămas în zonă timp de aproximativ o jumătate de oră, și apoi a zburat spre sud-est, unde a fost văzut de alți martori. O altă apariție de natură similară, a unui OZN cu un zbor într-o mișcare înainte și înapoi, a avut loc în noaptea următoare, în Wanaque. Primarul din acel momentul, Warren Hagstrom, precum și șeful poliției Floyd Elston și cu căpitanul Joe Sisco au urmărit nava o perioadă. Segentul de poliție Ben Thompson și Edward Wester au asistat, de asemenea, la trecerea obiectului, împreună cu alți locuitori din Wanaque. Unii au văzut OZN-ul mai devreme de ora 07:45 pm. | 1                | [ 53 ]               |
| 6 aprilie 1966     | Incidentul de la Clayton                                    | Clayton South, Victoria                                                 | Australia     | O observație făcută de sute de oameni. Martorii din Incidentul de la Clayton se adună încă în reuniuni. | 1                | [ 54 ]               |
| 17 aprilie 1966    | Cazul OZN din Portage County                                | Portage County, Ohio                                                    | Statele Unite | Mai mulți polițiști au urmărit un OZN timp de cca. 30 de minute. | 1                | [ 55 ]               |
| 11 octombrie 1966  | Omul rânjit (en.)                                           | Elizabeth, New Jersey                                                   | Statele Unite | Un ciudat om înalt, fără nas și fără urechi a fost văzut într-un cartier la scurt timp după apariția unui OZN. | 2                |                      |
| 5 martie 1967      | Incidentele OZN de la Minot Air Force Base                  | Minot/Minot A.F.B., North Dakota                                        | Statele Unite | Un OZN pare să plutească peste zonă, echipele de intervenție sunt chemate să se confrunte cu OZN-ul. | 1                | [ 56 ]               |
| martie 1967        | Incidentul OZN de la Malmstrom Air Force Base               | Malmstrom A.F.B.                                                        | Statele Unite | | 1                | [ 56 ]               |
| 20 mai 1967        | Incidentul OZN de la Falcon Lake, Canada                    | Falcon Lake, Manitoba                                                   | Canada        | Evacuările de substanțe de la un OZN ar fi ars un om. | 2                | [ 57 ]               |
| 1967-08-29         | Întâlnirea cu un OZN de la Cussac                           | Cussac, Cantal                                                          | Franța        | Un frate și cu sora sa, ambii foarte tineri, susțin că au întâlnit un OZN și pe ocupanții acestuia. | 3                | [ 58 ]               |
| 4 octombrie 1967   | Incidentul OZN de la Shag Harbour                           | Shag Harbour, Noua Scoție                                               | Canada        | Un OZN în cădere a fost văzut lângă Shag Harbour. A urmat o cercetare cu forțele navale canadiene, oficial și oficial este menționat ca o prăbușire a unui OZN. | 2                | [ 60 ] [ 61 ]        |
| 3 decembrie 1967   | Răpirea lui Herbert Schirmer                                | Ashland, Nebraska                                                       | Statele Unite | Sergentul Herbert Schirmer pretinde că a fost răpit de extratereștrii. | 4                | [ 62 ]               |
| 1967               | Incidentul OZN de la Minot Air Force Base                   | Minot/Minot A.F.B., North Dakota                                        | Statele Unite | Forțele aeriene americane susțin că o navă necunoscută a atacat baza aeriană, în special silozurile cu rachete. (atacul a fost foarte ciudat, cu fascicule de lumină, dintre care una pare a fi o armă ofensivă. Acesta este unul din numeroase cazuri care implică această bază, care este casa armelor nucleare americane și a depozitelor de rachete nucleare și focoase nucleare.) | 1                | [ 56 ]               |
| 6 iunie 1968       | Incidentele OZN de la Minot Air Force Base                  | Minot/Minot A.F.B., North Dakota                                        | Statele Unite | Un OZN plutește peste un hangar apoi dispare. După ce OZN-ul dispare, personalul descoperă că racheta a fost deblocată , pusă în modul de lansare și că focosul nuclear a fost înarmat. | 2                | [ 56 ]               |
| 25 octombrie 1968  | Incidentele OZN de la Minot Air Force Base                  | Minot/Minot A.F.B., North Dakota                                        | Statele Unite | | 1                | [ 56 ] [ 63 ] [ 64 ] |
| 1 ianuarie 1969    | Observațiile de la Prince George                            | Prince George, British Columbia                                         | Canada        | Trei martori independenți au raportat că au observat pe cer un obiect ciudat, rotund, după-amiaza târziu. Sfera radia o lumină galben-portocalie și se pare că s-a ridicat de la 2.000 de picioare (609,6 metri) până la 10.000 de picioare (3.048 metri). | 1                | [ 65 ]               |
| 1969               | Incidentul OZN - Jimmy Carter                               | Leary, Georgia                                                          | Statele Unite | Observațiile lui Jimmy Carter | 1                | [ 66 ]               |

## Anii 1970 - 1980
| Data              | Nume                                        | Oraș                                    | Țara          | Descriere | Tipul întâlnirii | Surse         |
| ----------------- | ------------------------------------------- | --------------------------------------- | ------------- | --- | ---------------- | ------------- |
| Anii 1970         | Incidentul OZN cu șeriful Barry DeLong      | Somerset County, Maine                  | Statele Unite | Șeriful Barry A. DeLong a asistat la apariția unui OZN: Acesta era aproximativ la 15 picioare (4,6 metri) de crucișătorul meu, târziu în noapte. Și a fixat o lumină pe mine. Acesta navă era imensă și de formă ovală. Știam că nu era o ambarcațiune de luptă cu jet. Nava necunoscută a început treptat să se retragă spre Sugarloaf și apoi a atins o viteză teribilă. | 1                | [ 67 ]        |
| 24 aprilie 1970   | Incidente la frontieră între Rusia și China | 1000 kilometri nord-est de Ulan Bator   | Mongolia      | În zona de frontieră dintre Rusia și China, controlorii de trafic aerian chinezi și ruși aj observat mai multe obiecte zburatoare neidentificate. Rușii au crezut că sunt chineze, iar chinezii credeau că sunt avioane spion rusești. În data de 24 aprilie 1970, un bombardier rus a dispărut fără urmă în timpul zborului său de la Moscova la Vladivostok. În aceeași zi, multe dintre aceste obiecte au fost observate. Fiecare încercare de a le doborî a eșuat. Prin triangulație a fost calculat că OZN-urile au venit dintr-o zonă aflată la 1000 km nord-est de Ulan Bator. Zona a fost bombardată de o sută de avioane rusești iar un sistem secret de tunele se susține că a fost distrus. Unele zvonuri susțin că au fost folosite chiar și arme nucleare. Oficial, aceste acțiuni au fost explicate ca fiind manevre și un mic conflict de frontieră. | 2                | [ 68 ] [ 69 ] |
| 4 septembrie 1971 | Lacul Cote UFO                              | Arenal, Alajuela                        | Costa Rica    | Un OZN a fost fotografiat în timpul unei misiuni de cartografiere cu o cameră aeriană, peste Lacul Cote, Costa Rica. Niciun membru al echipajului nu a văzut obiectul în timp real, dar a apărut o imagine la developarea filmului. | 1                | [ 70 ] [ 71 ] |
| 11 octombrie 1973 | Răpirea de la Râul Pascagoula               | Mississippi                             | Statele Unite | Răpirea are loc în timp ce victimele erau la pescuit pe Râul Pascagoula. | 4                | [ 72 ]        |
| 23 ianuarie 1974  | Incidentul OZN din Munții Berwyn            | Llandrillo, Merionethshire, North Wales | Regatul Unit  | Un accident care implică presupuse lumini de OZN-uri pe cer a fost raportat împreună cu un șoc puternic de impact care a fost simțit. Cauza incidentului a fost clasificată ca fiind un cutremur cu magnitudinea de 3,5. | 1                | [ 73 ] [ 74 ] |
| 12 ianuarie 1975  | Observațiile OZN din North Hudson Park      | North Bergen, NJ                        | Statele Unite | Considerată ca o întâlnire de gradul al 2-lea și al 3-lea, acest caz a condus pe Budd Hopkins în cercetarea OZN-urilor, cel care mai târziu a ajuns o figură cheie în cercetarea răpirilor extraterestre. Cercetătorul Jerome Clark îl citează ca fiind unul dintre cele mai bine cazuri documentate, povestea de bază fiind confirmată de numeroși martori independenți. | 2                | [ 75 ]        |
| 5 noiembrie 1975  | Travis Walton                               | Arizona                                 | Statele Unite | Logger Travis Walton a rapoartat că a fost răpit de extratereștri în urma dispariției lui de cinci zile. Cei șase colegii ai lui Walton au susținut că au asistat la apariția unui OZN la începutul dispariției. Walton a descris evenimentul și a urmărilor acesteia în Experiențele lui Walton, care a fost dramatizată în filmul Fire in the Sky. | 4                | [ 72 ]        |
| 22 iunie 1976     | Observațiile OZN din Insulele Canare, 1976  | Insulele Canare                         | Spania        | Mai multe lumini și o navă sferică, transparent albastră, pilotată de două ființe a fost raportată. | 1                | [ 76 ]        |
| 20 august 1976    | Răpirile de la Allagash                     | Maine                                   | Statele Unite | Patru caravane au susținut că au fost răpite de către ființe extraterestre în pustiul de lângă Allagash, Maine. | 4                | [ 77 ]        |
| 1976-09-19        | Incidentul OZN de la Tehran, 1976           | Tehran                                  | Iran          | Un OZN a stricat echipamentul electronic de interceptare de la două aeronave F-4, precum și echipamentele de sol de control. Evenimentul este bine documentat în Statele Unite, prin raportul DIA și alte documente. Generalii iranieni implicati in incident, au declarat public că obiectul necunoscut implică viață extraterestră. | 2                | [ 78 ]        |
| 1977              | Cazul OZN de la Colares, Brazilia           | Colares                                 | Brazilia      | O locație năucitoare de pe insula Colares, Pará, Brazilia, a fost inundată de OZN-uri nocive. | 2                | [ 79 ]        |
| 10 mai 1978       | Răpirea de la Emilcin, Polonia              | Emilcin                                 | Polonia       | Un bărbat din Emilcin, Polonia a declarat că a fost răpit de extratereștrii Gri. Acum există un memorial în acel loc. | 4                | [ 80 ]        |
| 21 octombrie 1978 | Dispariția lui Valentich Disappearance      | Victoria                                | Australia     | Un pilot australian a raportat apariția unui OZN controlului traficului aerian înainte ca el și cu aeronava să dispără fără urmă. | 1                | [ 81 ] [ 82 ] |
| 21 decembrie 1978 | Luminile de la Kaikoura                     | South Island                            | Noua Zeelandă | O serie de observații au fost făcute dintr-un avion de siguranță aeriană; avionul a fost escortat de lumini ciudate care își schimbau culoarea și mărimea. | 1                | [ 83 ]        |
| 27 august 1979    | Incidentul Val Johnson                      | Marshall County, Minnesota              | Statele Unite | Un serif a zărit o lumină ciudată strălucitoare care a părut că s-a ciocnit cu mașina sa de patrulare și a deteriorat-o. Deputatul a suferit, de asemenea, leziuni oculare temporare de la această lumină. | 2                | [ 84 ] [ 85 ] |
| 9 noiembrie 1979  | Incidentul OZN cu Robert Taylor             | Livingston                              | Regatul Unit  | Un pădurar, Bob Taylor, a fost tras de două globuri ghimpate într-un OZN, care se afla într-o poieniță. El și-a pierdut cunoștința și a avut apoi probleme de mers pe jos și de vorbire și a simțit că îi e sete mai multe zile. Mai multe urme au fost găsite în urma cercetării poieniței. | 4                | [ 86 ]        |
| 11 noiembrie 1979 | Incidentul OZN de la aeroportul Manises     | Valencia                                | Spania        | Trei OZN-uri mari au forțat un zbor comercial să facă o aterizare de urgență la aeroportul Manises. | 1                | [ 87 ]        |

## Anii 1980 - 1990
| Data              | Nume                                   | Oraș            | Țara          | Descriere | Tipul întâlnirii | Surse  |
| ----------------- | -------------------------------------- | --------------- | ------------- | --- | ---------------- | ------ |
| Anii 1980         | Observațiile OZN din Hudson Valley     | Hudson Valley   | Statele Unite | Un raport OZN din timpul anilor optzeci și începutul anilor nouăzeci, care implică mii de rapoarte de apariții de OZN-uri cu formă similară. Ele au fost prima dată observate de polițistul în retragere din Kent, New York, târziu, în ajunul Anului Nou 1981. Incidentul din 1984 de la Indian Point a fost una din observații. | 1                | [ 88 ] |
| 28 iunie 1980     | Dispariția zborului N3808H             | Puerto Rico     | Puerto Rico   | Zborul N3808H dispare fără urmă în timpul unui zbor de la Santo Domingo, Republica Dominicană, la San Jose, Puerto Rico | 2                | [ 89 ] |
| 28 decembrie 1980 | Incidentul OZN din Pădurea Rendlesham  | Suffolk, Anglia | Regatul Unit  | O apariție despre care prima impresie a fost că este un avion doborât. | 2                | [ 90 ] |
| 29 decembrie 1980 | Incidentul Cash-Landrum                | Dayton, Texas   | Statele Unite | Un OZN imens în formă de diamant iradiază trei martori, care au fost tratați contra otrăvirii prin radiații otrăvire. OZN-ul a fost însoțit de un elicopter militar, iar victimele au dat în judecată guvernul american. | 2                | [ 91 ] |
| 1986              | Observațiile OZN de la São Paulo, 1986 | Brazilia        |               | Peste 20 OZN-uri au fost urmărite de radar și aviația braziliană. | 1                |        |
| 17 noiembrie 1986 | Incidentul zborului japonez 1628       | Alaska          | Statele Unite | Un grup de OZN-uri a zburat alături de deasupra nord-estul statului Alaska. Unul dintre obiectele aflat în spatele avionului Boeing 747 a fost detectat de radarul militar. | 1                | [ 92 ] |

## Anii 1990 - 2000
| Data             | Nume                                        | Oraș                          | Țara                              | Descriere | Tipul întâlnirii | Surse         |
| ---------------- | ------------------------------------------- | ----------------------------- | --------------------------------- | --- | ---------------- | ------------- |
| 30 martie 1990   | Valul belgian de OZN-uri                    | Ans, Wallonia                 | Belgia                            | Observații în masă a unui OZN imens, silențios, în formă de triunghi negru, care a fost urmărit de multiple radare NATO și mai multe interceptoare cu jet, și a fost investigat de către forțele militare din Belgia. Există dovezi fotografice. | 1                | [ 93 ] [ 94 ] |
| 7 noiembrie 1990 | 1990 Montreal UFO                           | Montreal, Quebec              | Canada                            | Mai mult de 3 ore, peste 40 de oameni, incluzând și polițiști, au observat un OZN deasupra Place Bonaventure. | 1                | [ 95 ]        |
| 21 aprilie 1991  | Achille Zaghetti                            | Londra, Anglia                | Marea Britanie                    | Pilotul de la Alitalia, Achille Zaghetti, a raportat un OZN în formă de trabuc care a zburat pe deasupra lui cu mare viteză în timpul coborârii sale pe Aeroportul Heathrow ca urmare a unui zbor de la Milano la Londra. Imediat Zaghetti a contactat operatorul de la centrul de control radar care a confirmat că o țintă neidentificată a fost observat la 10 mile marine în spatele aeronavei. Oficialii militari britanici exclud o rachetă, dar nu au oferit nicio explicație plauzibilă pentru această apariție.                                                                      | 1                | [ 96 ] [ 97 ] |
| 1991             | Incidentul OZN din misiunea spațială STS-48 | Orbita Terrei, Spațiul cosmic | Naveta Spațială Discovery, STS-48 | Un film aparent filmat în timpul misiunii spațiale STS-48, pare să prezinte obiecte care zboară într-un mod artificial. NASA a explicat că aceste obiecte sunt particule de gheață din jeturile motoarelor. | 1                | [ 98 ]        |
| 1993             | Kelly Cahill                                | Victoria                      | Australia                         | În estul orașului Melbourne, Dandenong, poalele Kelly Cahill și în alte cinci țări au fost rapoarte despre o farfurie zburătoare care a apărut la scurt timp după miezul nopții și despre extratereștrii înalți, subțiri, negrii - strălucitori, cu ochi roșii. | 5                | [ 99 ]        |
| iunie 1994       | Incidentul OZN cu Meng Zhaoguo              | Wuchang                       | China                             | Meng Zhaoguo a susținut că a avut relații sexuale cu un extraterestru și că a fost ulterior răpit. | 4                | [ 100 ]       |
| 20 ianuarie 1996 | Incidentul OZN de la Varginha               | Varginha, Minas Gerais        | Brazilia                          | Multiple observații și pretinsa captură de entități străine de către forțele militare braziliene. | 3                | [ 101 ]       |
| 1997             | Area 51: Interviu cu un extraterestru       | Area 51, Nevada               | Statele Unite                     | Imagini video de la un interviu cu un presupus extraterestru. | 5                | [ 102 ]       |
| 13 martie 1997   | Luminile de la Phoenix                      | Nevada, Arizona și New Mexico | Statele Unite                     | Un set de lumini ciudate sunt văzute peste Nevada, Arizona și, posibil, New Mexico. | 1                | [ 103 ]       |
| 6 august 1997    | OZN la orizont, Mexico City                 | Mexico City                   | Mexic                             | Un cameraman amator cu un aparat foto digital a capturat imagini cu un OZN care trece pe deasupra sa și dispare după mai multe clădiri. Traficul aerian a fost limitat în acea zi cu excepția a două elicoptere. | 1                | [ 104 ]       |
| 5 ianuarie 2000  | OZN în sudul statului Illinois              | St. Clair County, Illinois    | Statele Unite                     | Între orele 4 și 7 dimineața, șase persoane, dintre care patru erau ofițeri de poliție, au observat un obiect masiv neidentificat, în formă triunghiulară pe cerul noapții, la numai câteva sute de metri deasupra localității St. Clair County. Obiectul s-a strecurat în tăcere și încet în direcția sud-vest, peste mai multe orașe înainte de dispariția sa în apropierea orașului Dupo chiar înainte de ora 7. Obiectul a fost raportat că avea mai multe lumini strălucitoare, a fost de asemenea raportat a fi la fel de înalt ca o casă cu două etaje și lung cât un teren de fotbal. | 1                | [ 105 ]       |

După 2004!!!!
| Data                               | Nume                                                | Oraș                                                | Țara                 | Descriere | Tipul întâlnirii | Surse                   |
| ---------------------------------- | --------------------------------------------------- | --------------------------------------------------- | -------------------- | --- | ---------------- | ----------------------- |
| 5 martie 2004                      | Incidentul OZN din Mexic în 2004                    |                                                     | Mexic                | O patrulă aeriană de contrabandă cu droguri a înregistrat pe infraroșii ceea ce unii au susținut a fi OZN-uri. Filmul a fost lansat de către Jaime Maussan. Alții sugerează că obiectele sunt rachete de semnalizare de pe platforma petrolieră. | 1                | [ 106 ]                 |
| 31 octombrie 2004                  | Luminile din Tinley Park                            | Tinley Park, Illinois                               | SUA                  | O secvență de cinci OZN-uri masive au fost observate în primul rând pe 21 august 2004, două luni mai târziu, pe 31 octombrie 2004, din nou pe 1 octombrie 2005, și încă o dată pe 31 octombrie 2006, în Tinley Park și Oak Park din Chicago. | 1                | [ 107 ] [ 108 ] [ 109 ] |
| 27 aprilie 2005                    |                                                     | Washington, D.C.                                    | SUA                  | Casa Albă a fost evacuată în momentul în care în spațiul aerian restricționat au intrat OZN-uri, apoi au dispărut. Evenimentul a fost explicat ca: probabil un nor sau mai multe păsări. | 1                | [ 110 ]                 |
| 7 noiembrie 2006                   | Observațiile OZN de la Chicago O'Hare din 2006      | Chicago, Illinois                                   | Statele Unite        | Angajații și piloții de la United Airlines au susținut observarea unei farfurii zburătoare, stând deasupra terminalului de la aeroportul O'Hare din Chicago, înainte de a zbrura în sus pe verticală. FAA inițial a negat că a primit aceste rapoarte, dar informațiile obținute prin Freedom of Information Act au dezvăluit această întâmplare. | 1                | [ 111 ]                 |
| 2 februarie 2007                   |                                                     | Islington, Londra, Anglia                           | Marea Britanie       | Zece-cincisprezece OZN-uri au fost văzute. | 1                | [ 112 ]                 |
| 16 februarie 2007                  |                                                     | Kaliningrad                                         | Rusia                | Un student a înregistrat un OZN pe videocamera sa. | 1                | [ 113 ]                 |
| 3 martie 2007                      |                                                     | New Delhi                                           | India                | O minge de foc verde a fost zărită deasupra orașului Delhi de către zece piloți. | 1                | [ 114 ]                 |
| 7 martie 2007                      |                                                     | New Delhi                                           | India                | Doua OZN-uri au fost detectate în apropierea reședinței primului ministru. | 1                | [ 115 ]                 |
| 10 martie 2007                     |                                                     | Cleveland, Ohio                                     | Statele Unite        | OZN văzut de o mulțime aflată la un miting de pace. | 1                | [ 116 ]                 |
| 23 aprilie 2007                    |                                                     | Insulele Channel                                    |                      | Doi piloți de la două companii aeriane diferite au observat OZN-uri în largul coastei Alderney. | 1                | [ 117 ]                 |
| 2 mai 2007                         |                                                     | Sutton, Anglia                                      | Marea Britanie       | John Gregory văzut un OZN, după ora 22. În timp ce observa cerul el a zărit un obiect foarte luminos pe care la început l-a considerat a fi o stea. Mai târziu, el a început să se îndoiască de acest lucru, și a fost foarte surprins de fenomenul foarte neobișnuită și clar, care a fost vizibilă în jurul său pe o rază de mai multe mile. Imaginea, care părea a fi ca o formă de față, nas si gura, a rămas timp de aproximativ 20 de minute și apoi pur și simplu a dispărut. | 1                | [ 118 ]                 |
| 11 mai 2007                        |                                                     | Massillon, Ohio                                     | Statele Unite        | La ora 22:40 , Rosemary Lyons și cu un coleg de lucru au luat o pauză de țigare în afara curții judecătoriei din Moose Lodge, localitate situată pe autostrada 2935 Lincoln Way Vest, moment în care au observat un OZN. Ei au estimat că obiectul avea 60 de picioare (18 metri) diametru. Lyon: „Primul lucru pe care l-am spus a fost: Dumnezeule. Uită-te la asta. L-am văzut cam 20 - 25 secunde. Era rotund și sub el era luminos. Nu a fost nici avion, nu a fost nici elicopter, nu a fost dirijabil și nu a fost nici balon. Ea nu a scos absolut nici un sunet. A trecut pe deasupra fără nicio grijă ca și cum nu ar fi fost treaba nimănui”. | 1                | [ 119 ]                 |
| 12 mai 2007                        |                                                     | Bangor, County Down, Irlanda de Nord                | Marea Britanie       | OZN-uri portocalii au fost reperate în timpul serii. Clifford Rossbottom a spus: „Erau trei globuri de culoare portocalie, aproape în linie dreaptă,... o vedere absolut fascinantă. Le-am urmărit timp de cinci minute și apoi foarte lent pur și simplu au dispărut. Singurul lucru care m-am gândit era că nu ar fi putut fi trei aeronave mari care zboară. Habar n-aveam ce sunt și atunci singurul lucru care mi-a venit a fost că de fapt că acestea erau OZN-uri”. Centrul de control al traficului aerian de la Aerportul Internațional Belfast a primit mai multe apeluri de la oameni (inclusiv de la Paza de Coastă) care au reperat obiectele, dar la aeroport nu au fost raportate zboruri de aeronave în timpul observațiilor. O companie numita Baloane OZN (UFO Balloons) a pretins mai târziu că produsele lor au fost responsabile pentru evenimente. O luna mai târziu, două avioane similare au fost reperate deasupra localității Buela, Colorado. | 1                | [ 121 ]                 |
| 27 mai 2007                        |                                                     | Chilliwack, Columbia Britanică                      | Canada               | Dave Francis și Kelly McDonald au fost martorii trecerii unui OZN peste campusul Colegiului Universitar din Fraser Valley (UCFV). Francis a spus: Eu chiar cred că a fost un OZN. Nu prea îmi pasă dacă nu mă crede nimeni altcineva... a fost cel mai nebunesc lucru pe care l-am văzut. Oricare ar fi fost, a fost în mișcare din loc în loc ca un tot unitar și apoi pur și simplu s-a stins. McDonald a spus: Eu știu că am văzut ceva care nu este din lumea asta. N-am mai văzut nimic care să se miște în acest fel. Nu au fost păsări. La apropierea OZN-ului, s-a rupt în 20 sau mai multe sfere mici. . . păsările nu puteau face așa ceva. | 1                | [ 122 ]                 |
| 28 mai 2007                        |                                                     | Bangalore                                           | India                | Afzal Khan a spus la CNN IBN că a fotografiat un OZN, Azi (luni) în jurul orei 9 pm (IST), eu și frații mei am văzut un obiect strălucitor care se deplasa încet. Obiectul semăna cu un grup de lumini care se deplasează într-o formațiune triunghiulară pe cer în direcția vest/nord-vest. Acest obiect nu a fost cu siguranță un avion pentru că se deplasa foarte încet. Am observat acest obiect de la ora 9 până la 9.30 pm înainte de a dispare în depărtare. În această perioadă am reușit să fac câteva poze cu aparatul meu. Orice altă activitate în cer în timpul de mai sus poate fi confirmată. Trăim în zona Jayanagar din Bangalore. Un alt lucru pe care am observat în această perioadă a fost un avion care a venit dinspre Aerportul Bangalore și care zbura foarte aproape de acest obiect. Este foarte posibil ca și pilotul aeronavei să fi observat acest obiect foarte bine.                                                                    | 1                | [ 123 ]                 |
| 23 iulie 2007                      |                                                     | Warwickshire, Anglia                                | Marea Britanie       | O mulțime de 100 de persoane au văzut o formațiune de lumini ciudate pe cer timp de 30 de minute. | 1                | [ 124 ]                 |
| 25 septembrie 2007                 | OZN-ul de pe Insula Kodiak, 2007                    | Kodiak, Alaska                                      | Statele Unite        | La data de 25 septembrie 2007, în jurul orei 06:45, o lumină strălucitoare de culoare roșie a zburat rapid peste Peninsula Kenai din Alaska. În câteva secunde, acesta a ajuns în spațiul aerian al Insulei Kodiak, peste 300 de mile depărtare. Mulți au susținut că au văzut-o coborând în spatele unui munte. Trupele locale și a personalu Pazei de Coastă au fost în imposibilitatea de a găsi urme ale incidentului. | 1                | [ 125 ]                 |
| 30 octombrie 2007                  |                                                     | Kolkata                                             | India                | Mulți oameni au susținut că au zărit un OZN în apropierea de Calcuta. De asemenea apariția a fost înregistrată de un video-amator. O minge de lumina a plutit o perioadă, uneori s-a mișcat foarte rapid, și-a schimbat forma și mărimea. Videoclipul a fost difuzat pe canalele de stiri locale. | 1                | [ 126 ] [ 127 ]         |
| 8 noiembrie 2007                   |                                                     | Larnaca                                             | Cipru                | Un OZN a fost zărit mișcându-se dinspre coasta de navigație lângă un sat numit Catalkoy în zig-zaguri mici și rapide, apoi s-a oprit și a planat timp de aproximativ 30 secunde înainte de a face o ascensiune la 45 grade est. | 1                | [ 128 ]                 |
| 1 ianuarie 2008                    |                                                     | San Diego, California                               | Statele Unite        | Nouă lumini separate, au fost observate pe cer deplasându-se într-o formație în formă de arc, la aproximativ jumătate nopții de Anul Nou. De-a lungul globului, mulți oameni spun ca au zărit exact aceleiași lumini pe pe cer. Într-un raport de la Fox News San Diego, Jim Patten, a sugerat că aceste lumini sunt lanterne plutitoare luminoase folosite la sărbătorirea Anului Nou Chinezesc. La data de 16 februarie 2008, doi indivizi au declarat că au vazut un glob mare de lumină care pulsa, staționând deasupra bazei aeriene de la Miramar. | 1                | [ 129 ]                 |
| 8 ianuarie 2008 - 9 februarie 2008 | Observațiile OZN de la Stephenville, Texas, 2008    | Stephenville, Texas, Dublin, Texas, Crawford, Texas | Statele Unite        | OZN-uri au fost și încă mai sunt uneori observate în acestă zonă. A fost descris și un obiect necunoscut cu dimensiunile 1 milă (1,6 km) x 1,5 mile (2,4 km), deasupra fermei lui Bush din Crawford, Texas. Aviația americană a identificat obiectele ca avioane de luptă în antrenamente care avut probleme cu comunicațiile. | 1                | [ 130 ]                 |
| mai - septembrie 2008              | Observațiile OZN din Turcia, 2008                   | Istanbul                                            | Turcia               | Timp de patru luni, în 2008, un paznic de noapte de la Complexul Yeni Kent a filmat unul sau mai multe OZN-uri trecând deasupra Turciei în timpul noapții. Mulți martori au confirmat cele 150 de minute filmate, ceea ce a făcut ca la Sirius UFO Space Science Research Center să se declare că „sunt cele mai importante imagini cu OZN filmate vreodată”. | 1                | [ 131 ]                 |
| 14 mai 2008                        |                                                     | Needles, California                                 | Statele Unite        | Un obiect în flăcări s-a prăbușit în apropierea râului Colorado. Mai mulți martori susțin că au văzut cinci elicoptere ridicând ciudatul obiect după 17 de minute și au zburat într-o direcție oarecare spre Las Vegas. | 1                | [ 132 ]                 |
| 20 iunie 2008                      | Wales UFO sightings                                 | Mai multe orașe, Țara Galilor                       | Marea Britanie       | După relatările mass-mediei despre un elicopter de poliție, care a fost aproape lovit de un OZN, înainte de a încercat să-l urmărească, sute de oameni au declarat că au zărit un OZN în acea zi sau în cele precedente, în diferite zone ale Țării Galilor. | 1                | [ 133 ]                 |
| 21 iunie 2008                      | Observațiile OZN de la Moscova, 2008                | Moscova                                             | Rusia                | Oameni diferiți și mass-media (inclusiv cea de stat) au semnalat apariția a 11 OZN-uri portocalii. O confirmare ulterioară a venit de la Sankt Petersburg și Novosibirsk. Pe 25 iunie a fost un raport similar, de data aceasta cu 13 obiecte, în Regatul Unit. | 1                | [ 134 ] [ 135 ] [ 136 ] |
| 29 iunie 2008                      |                                                     | Weston-super-Mare, Somerset                         | Marea Britanie       | Un inginer de aeronave al Marinei Regale, Michael Madden, a urmarit un OZN deasupra autostradei M5 lângă Weston-super-Mare, aproximativ trei minute înainte ca obiectul să dispară cu o viteză mare. Madden a descris OZN-ul ca pe o aeronavă extraterestră din filme. | 1                | [ 137 ] [ 138 ]         |
| 10 decembrie 2008                  |                                                     | Zagreb                                              | Croația              | Lumini puternice au fost observate deasupra unei clădiri din Zagreb. Ele au fost filmate și prezentate la știri. OZN-ul este considerat o înșelătorie a mass-mediei. |                  | [ 139 ]                 |
| 5 ianuarie 2009                    | Incidentul OZN de la Morristown                     | Morristown, New Jersey                              | Statele Unite        | O farsă dovedită în Morristown, New Jersey, farsă realizată de Chris Russo și Joe Rudy care au lansat diferite baloane cu heliu cu rachete de semnalizare atașate. |                  | [ 140 ] [ 141 ] [ 142 ] |
| 18 martie 2009                     |                                                     | Londra, Anglia                                      | Marea Britanie       | Un grup de OZN-uri apar pe o fotografie, chiar dacă acestea au fost invizibile cu ochiul liber. | 1                | [ 143 ]                 |
| 31 mai 2009                        |                                                     | Kolkata                                             | India                | OZN-uri detectate de Kolkata ATC | 1                | [ 144 ]                 |
| 3 iunie - 22 iunie 2009            |                                                     | Wisconsin, Texas, Nevada, Mexico City, Tijuana      | Statele Unite, Mexic | Rapoarte numeroase de observare a unor OZN-uri peste tot în Statele Unite între 3 și 22 iunie 2009. | 1, 2             | [ 145 ]                 |
| 5 august 2009                      |                                                     | Nordul Angliei                                      | Marea Britanie       | OZN filmat de o videocameră a BBC. | 1                | [ 146 ]                 |
| 16 august 2009                     |                                                     | Ural                                                | Rusia                | Presupusă dispariție a unei fete de 11 ani vechi în timpul semnalării unui OZN | 1                | [ 147 ]                 |
| 20 octombrie 2009                  |                                                     | Florida                                             | Statele Unite        | Raport al unei ambarcațiuni în formă de triunghi, de aproape 200 picioare în lungime, care zbura la o altitudine de peste 100 de picioare. | 1                | [ 148 ]                 |
| 5 iunie 2010                       |                                                     | New South Wales, Queensland                         | Australia            | Zeci de oameni de pe întreaga coastă de est a Australiei spun că au văzut o lumină bizară galben-verde trecând pe cer ca un vârtej între 5:45am și 6:00 dimineața. | 1                | [ 149 ]                 |
| 9 iulie 2010                       |                                                     | Zhejiang                                            | China                | Conform agenției de știri Xinhua, după ce un obiect zburatoare neidentificat a fost observat, autoritățile aeroportuare au oprit accesul pasagerilor către avioane, care și-au încetat activitatea. Zborurile comerciale au fost reținute la sol pentru o oră în Hangzhou, capitala provinciei Zhejiang din China. Atunci când funcționarii au închis aeroportul, cursele care se apropiau de aeroport au fost redirecționate către alte aeroporturi. Până în prezent, nicio explicație nu a fost oferită pentru a explica apariția. Cu toate acestea, câteva ore înainte de incidentul de la aeroport, mai mulți locuitori din Hangzhou au descris un obiect mare pe cer, puternic luminat și alungit. | 1                | [ 150 ]                 |
| 13 octombrie 2010                  | Apariția unor OZN-uri la 13 octobrie 2010, New York | Chelsea, New York City                              | Statele Unite        | Hundreds of people gathered on streets independently of other groups to view formations of cylinder-shaped round objects or white lights above the city. These were floating at such altitude that they were barely visible. An eye-witness claimed there was initially only one cylinder, but later thousands positioned in a tree-like shape. A local news station, Channel 7, and its reporter Jeff Pegues, reported that the FAA had commented to Channel 7 that "our planes aren't being affected by these white lights". A video capture using a telephoto camera showed white round objects, including a group of three white round objects in close formation. | 1                | [ 151 ] [ 152 ]         |
| 4 ianuarie 2011                    | Apariția unor OZN-uri la Ngunguru, Noua Zeelandă    | Ngunguru                                            | Noua Zeelandă        | Mystery lights seen in the sky over Tutukaka | 1                | [ 153 ]                 |
| 26 ianuarie 2011                   | Apariția unui OZN la West Bengal                    | Kolkata, Bengalul de Vest                           | India                | A glowing round object making a speedy descent near the West Bengal-Bihar border early on January 26 left pilots of five aircraft baffled, triggering widespread speculation about unidentified flying objects (UFOs). Indian Air Force radars failed to track the object through radar. | 1                | [ 154 ]                 |
| 28 ianuarie 2011                   | Incidentul OZN de la Cupola Stâncii                 | Cupola Stâncii, Ierusalim                           | Israel               | Un singur obiect luminos a fost văzut și filmat în mijlocul nopții, aparent de diferiți turiști, coborând peste Cupola Stâncii din Ierusalim, stând pentru scurt timp deasupra lui, producând un flash de lumină și apoi ridicându-se la cer. | 1                | [ 155 ] [ 156 ]         |
| 20 februarie 2011                  | Apariția unor OZN-uri la Vancouver, Washington      | Vancouver, Washington                               | Statele Unite        | Green and red blinking lights recorded by video and still photography and witnessed by several residents who live off Southeast 192nd Avenue in Vancouver, Washington. Reported to be stationary with some side-to-side movements. | 1                | [ 157 ]                 |
| 2011-03-28                         | Lafayette, Colorado UFO Sighting                    | Lafayette, Colorado                                 | United States        | Triangular formation of red non-blinking lights seen hovering over Lafayette, Colorado. Recorded by video and witnessed by several residents. | 1                | [ 158 ]                 |
| 2011-05-16                         | Lee's Summit, Missouri, UFO Sightings               | Lee's Summit, Missouri                              | United States        | Metallic Disk-Shape object, pulsating red, green & blue lights. 6 witnesses saw the object. A pulsating orange-red orb that split into 6 little orbs. 15 witnesses. | 1                | [ 159 ]                 |

## După țară
- Argentina
- Australia
- Belarus
- Belgia
- Brazilia
- Canada
- Insulele Canare
- China
- Franța
- Indonezia
- Iran
- Irak
- Italia
- Mexic
- Noua Zeelandă
- Norvegia
- Spațiul cosmic
- Filipine
- Portugalia
- România
- Rusia
- Africa de Sud
- Spania
- Suedia
- Marea Britanie
- Statele Unite